# ال اولسون
اُل اولسون (انگلیسی: Ole Olsen؛ ‏ ۶ نوامبر ۱۸۹۲ – ۲۶ ژانویهٔ ۱۹۶۳) هنرمند وودویل و کمدین اهل ایالات متحده آمریکا بود.
از فیلم‌هایی که وی در آن نقش داشته‌است، می‌توان به در گرداگرد شهر و استادهای آمریکایی اشاره کرد.